# Cantalupo Ligure
Cantalupo Ligure – miejscowość i gmina we Włoszech, w regionie Piemont, w prowincji Alessandria.
Według danych na styczeń 2010 gminę zamieszkiwało 546 osób przy gęstości zaludnienia 22,7 os./1 km².